# Passiflora adulterina
Passiflora adulterina är en passionsblomsväxtart som beskrevs av Carl von Linné d.y.. Passiflora adulterina ingår i släktet passionsblommor, och familjen passionsblomsväxter. Inga underarter finns listade i Catalogue of Life.